# Associazione Sportiva Roma 2004-2005
Questa voce raccoglie le informazioni riguardanti l'Associazione Sportiva Roma nelle competizioni ufficiali della stagione 2004-2005.

## Stagione
A contrassegnare l'estate 2004 è l'addio di Capello: il tecnico passa alla Juventus, in sostituzione di Lippi. Il fatto desta scalpore, venendo vissuto come un tradimento in casa romanista: lo stesso allenatore, in precedenza, aveva dichiarato che non si sarebbe mai seduto sulla panchina bianconera. Viene così ingaggiato Cesare Prandelli, reduce da un biennio alla guida del Parma. Sul mercato sono acquistati il francese Mexès, Ferrari (dal Parma) e Perrotta (dal Chievo).
Già prima dell'inizio del campionato, Prandelli deve però lasciare l'incarico per la grave malattia della moglie. Al suo posto viene chiamato Rudi Völler, esonerato dalla Nazionale tedesca dopo il fallimento agli ultimi Europei. Esordisce con un 1-0 sulla Fiorentina: nel corso della gara, Cassano viene espulso per una manata sul volto di Chiellini. Il 15 settembre, nella partita di Champions League contro la Dinamo Kiev, un'altra tegola si abbatte sulla squadra: alla fine del primo tempo, un oggetto lanciato dagli spalti ferisce l'arbitro Anders Frisk portando alla sospensione dell'incontro. L'UEFA punisce le intemperanze della tifoseria con il 3-0 a tavolino e 2 turni a porte chiuse. A seguito delle sconfitte con Messina e Bologna, l'allenatore tedesco si dimette. Per la partita con il Real Madrid, Sella guida la formazione: la Roma va in vantaggio per 2-0, subendo poi una rimonta di 4 reti. La guida tecnica è così affidata a Delneri, che da poche settimane era stato licenziato dal Porto. La situazione non migliora: in Europa, giunge la terza sconfitta di fila per mano del Bayer Leverkusen (con la Roma ridotta in 9). Nel ritorno con i tedeschi, è invece ottenuto il primo punto nel girone.
A qualificazione ormai compromessa, giunge un'altra disfatta con gli ucraini (anche in questo caso, i capitolini giocano in inferiorità numerica). L'accenno di reazione, con il 4-0 al Siena, è subito spento da un pari con la Sampdoria: Totti segna su rigore, agganciando Pruzzo alla quota di 106 gol in Campionato con la squadra. La partita di ritorno con il Real, già qualificato, è nuovamente persa. A conclusione del girone di andata, i giallorossi hanno 27 punti: 1 in meno del neopromosso Palermo. Il 13 marzo, dopo il k.o. con il Cagliari (il terzo consecutivo), la società cambia ancora allenatore: punta su Bruno Conti, sprovvisto della licenza necessaria. L'ex calciatore conduce la Roma all'ottavo posto finale, al pari del Livorno. Il raggiungimento della finale di Coppa Italia, persa contro l'Inter, vale comunque l'accesso alla Coppa UEFA in una situazione simile a quella di 2 anni prima.

## Divise e sponsor
Lo sponsor tecnico è Diadora, lo sponsor ufficiale è Mazda. La prima divisa è costituita da maglia rossa, pantaloncini bianchi e calzettoni neri, tutti con dettagli gialli e neri. In trasferta i Lupi usano una costituita da maglia bianca, pantaloncini bianchi, calzettoni bianchi, con dettagli gialli e neri. Come terza divisa viene usato un kit costituito da maglia gialla, pantaloncini neri e calzettoni gialli, mentre come fourth viene usata una divisa completamente verde con dettagli giallorossi. In UEFA Champions League viene usata in casa una divisa nera con colletto verde e decorazioni giallorosse, nelle trasferte la divisa è bianca. I portieri usano una divisa nera con dettagli giallorossi, una divisa grigia e la third.
| Casa | Trasferta | Terza divisa | Quarta divisa | Europa (casa) | Europa (trasferta) | 1ª portiere | 2ª portiere | 3ª portiere |

## Rosa
Di seguito la rosa.
| N. |                       | Ruolo | Calciatore                 |
| -- | --------------------- | ----- | -------------------------- |
| 1  | Italia (bandiera)     | P     | Gianluca Curci             |
| 2  | Italia (bandiera)     | D     | Christian Panucci          |
| 3  | Portogallo (bandiera) | C     | Abel Xavier                |
| 4  | Italia (bandiera)     | C     | Daniele De Rossi           |
| 5  | Francia (bandiera)    | D     | Philippe Mexès             |
| 7  | Italia (bandiera)     | D     | Luigi Sartor               |
| 8  | Italia (bandiera)     | D     | Matteo Ferrari             |
| 9  | Italia (bandiera)     | A     | Vincenzo Montella          |
| 10 | Italia (bandiera)     | A     | Francesco Totti (capitano) |
| 11 | Italia (bandiera)     | A     | Daniele Corvia             |
| 12 | Italia (bandiera)     | P     | Carlo Zotti                |
| 13 | Romania (bandiera)    | D     | Cristian Chivu             |
| 15 | Francia (bandiera)    | C     | Olivier Dacourt            |
| 16 | Italia (bandiera)     | C     | Paolo Seppani              |
| 17 | Italia (bandiera)     | C     | Damiano Tommasi            |
| 18 | Italia (bandiera)     | A     | Antonio Cassano            |
| 19 | Italia (bandiera)     | D     | Giuseppe Scurto            |
| 20 | Italia (bandiera)     | C     | Simone Perrotta            |
| 21 | Italia (bandiera)     | C     | Gaetano D'Agostino         |

| N. |                      | Ruolo | Calciatore           |
| -- | -------------------- | ----- | -------------------- |
| 22 | Italia (bandiera)    | P     | Ivan Pelizzoli       |
| 23 | Italia (bandiera)    | C     | Alberto Aquilani     |
| 24 | Italia (bandiera)    | A     | Marco Delvecchio     |
| 25 | Argentina (bandiera) | D     | Leandro Cufré        |
| 26 | Italia (bandiera)    | C     | Alessio Cerci        |
| 27 | Italia (bandiera)    | D     | Andrea Briotti       |
| 28 | Italia (bandiera)    | C     | Valerio Virga        |
| 29 | Italia (bandiera)    | C     | Leandro Greco        |
| 30 | Brasile (bandiera)   | C     | Mancini              |
| 31 | Grecia (bandiera)    | D     | Traïanos Dellas      |
| 32 | Francia (bandiera)   | D     | Vincent Candela      |
| 33 | Italia (bandiera)    | P     | Pietro Pipolo        |
| 34 | Italia (bandiera)    | D     | Fabrizio Grillo      |
| 35 | Italia (bandiera)    | A     | Alessandro Simonetta |
| 36 | Italia (bandiera)    | D     | Gianluca Freddi      |
| 37 | Italia (bandiera)    | C     | Massimiliano Marsili |
| 38 | Italia (bandiera)    | D     | Aleandro Rosi        |
| 39 | Italia (bandiera)    | A     | Stefano Okaka        |
| 99 | Egitto (bandiera)    | A     | Mido                 |

## Calciomercato
Di seguito il calciomercato.

### Sessione estiva (dal 1/7 al 31/8)
| Acquisti | Acquisti        | Acquisti            | Acquisti                    |
| R.       | Nome            | a                   | Modalità                    |
| -------- | --------------- | ------------------- | --------------------------- |
| C        | Matteo Brighi   | Juventus            | definitivo (16 milioni €)   |
| C        | Simone Perrotta | Chievo              | definitivo (7.2 milioni €)  |
| D        | Philippe Mexès  | Auxerre             | definitivo (7 milioni €)    |
| A        | Mido            | Olympique Marsiglia | definitivo (6 milioni €)    |
| D        | Matteo Ferrari  | Parma               | definitivo (7.25 milioni €) |

| Cessioni | Cessioni                 | Cessioni          | Cessioni                   |
| R.       | Nome                     | a                 | Modalità                   |
| -------- | ------------------------ | ----------------- | -------------------------- |
| D        | Simone Piva              | Triestina         | prestito                   |
| C        | Matteo Brighi            | Chievo            | prestito                   |
| C        | Emerson                  | Juventus          | definitivo (28 milioni €)  |
| D        | Walter Samuel            | Real Madrid       | definitivo (23 milioni €)  |
| C        | Francisco Lima           | Lokomotiv Mosca   | definitivo (5.7 milioni €) |
| P        | Cristiano Lupatelli      | Fiorentina        | svincolato                 |
| D        | Jonathan Zebina          | Juventus          | svincolato                 |
| C        | Adewale Dauda Wahab      | Ternana           | prestito                   |
| C        | Gianni Guigou            | Fiorentina        | svincolato                 |
| D        | Manuel Cattani           | La Chaux-de-Fonds | svincolato                 |
| C        | Daniele Galloppa         | Triestina         | prestito                   |
| D        | Damiano Ferronetti       | Parma             | -                          |
| A        | Olasunkanmi Akande Ajide | Venezia           | prestito                   |

### Sessione invernale (dal 3/1 al 31/1)
| Acquisti | Acquisti          | Acquisti  | Acquisti   |
| R.       | Nome              | a         | Modalità   |
| -------- | ----------------- | --------- | ---------- |
| A        | Felipe Spellmeier | Juventude | prestito   |
| D        | Abel Xavier       | -         | svincolato |

| Cessioni | Cessioni                 | Cessioni       | Cessioni   |
| R.       | Nome                     | a              | Modalità   |
| -------- | ------------------------ | -------------- | ---------- |
| A        | Mido                     | Tottenham      | prestito   |
| C        | Gaetano D'Agostino       | Messina        | prestito   |
| D        | Luigi Sartor             | Genoa          | prestito   |
| A        | Marco Delvecchio         | Brescia        | svincolato |
| D        | Vincent Candela          | Bolton         | svincolato |
| A        | Olasunkanmi Akande Ajide | Fidelis Andria | prestito   |

## Risultati

### Serie A

#### Girone di andata
| Arbitro: | Dondarini (Finale Emilia) |

|              |           |  |
| Montella 53’ | Marcatori |  |

| Arbitro: | Collina (Viareggio) |

|                                                     |           |                        |
| Parisi 21’ (rig.) Sullo 46’ Giampà 74’ Zampagna 78’ | Marcatori | 36’, 64’, 68’ Montella |

| Arbitro: | Bertini (Arezzo) |

|                         |           |                          |
| Cassano 54’ Mancini 72’ | Marcatori | 41’ Cassetti 59’ Bojinov |

| Arbitro: | Pieri (Lucca) |

|                             |           |           |
| Meghni 5’, 38’ Cipriani 34’ | Marcatori | 60’ Totti |

| Arbitro: | Bertini (Arezzo) |

|                                    |           |                                      |
| Montella 9’ Totti 57’ De Rossi 74’ | Marcatori | 45+1’ Cambiasso 51’ Verón 54’ Recoba |

| Arbitro: | Morganti (Ascoli Piceno) |

|  |           |                        |
|  | Marcatori | 30’ Totti 69’ Montella |

| Arbitro: | Trefoloni (Siena) |

|                  |           |            |
| Totti 58’ (rig.) | Marcatori | 32’ Grosso |

| Arbitro: | Collina (Viareggio) |

|                            |           |  |
| Del Piero 31’ Zalayeta 74’ | Marcatori |  |

| Arbitro: | Rosetti (Torino) |

|                                                            |           |           |
| Dellas 2’ Totti 6’ (rig.) Perrotta 64’ Montella 90’, 90+2’ | Marcatori | 31’ Suazo |

| Arbitro: | Bertini (Arezzo) |

|             |           |              |
| Ševčenko 6’ | Marcatori | 48’ Montella |

| Arbitro: | Morganti (Ascoli Piceno) |

|  |           |                                      |
|  | Marcatori | 44’, 82’ Iaquinta 60’ (rig.) Pizarro |

| Arbitro: | Collina (Viareggio) |

|               |           |  |
| Bonazzoli 15’ | Marcatori |  |

| Arbitro: | Racalbuto (Gallarate) |

|  |           |                                    |
|  | Marcatori | 68’, 70’ Montella 71’, 90+1’ Totti |

| Arbitro: | Tombolini (Ancona) |

|                  |           |            |
| Totti 84’ (rig.) | Marcatori | 81’ Pagano |

| Arbitro: | Dondarini (Finale Emilia) |

|  |           |                      |
|  | Marcatori | 90+4’ (rig.) Mancini |

| Arbitro: | Racalbuto (Gallarate) |

|                                              |           |          |
| Cassano 10’, 50’ Totti 29’, 58’ Montella 52’ | Marcatori | 45’ Bovo |

| Arbitro: | Dondarini (Finale Emilia) |

|                                   |           |             |
| Di Canio 29’ César 74’ Rocchi 84’ | Marcatori | 68’ Cassano |

| Arbitro: | Tombolini (Ancona) |

|                   |           |               |
| Montella 40’, 53’ | Marcatori | 85’ Marcolini |

| Arbitro: | Morganti (Ascoli Piceno) |

|                               |           |                   |
| Pellissier 15’ Tiribocchi 20’ | Marcatori | 34’, 56’ Montella |

#### Girone di ritorno
| Arbitro: | Ayroldi (Molfetta) |

|             |           |                          |
| Maresca 20’ | Marcatori | 23’ Cassano 67’ Montella |

| Arbitro: | Pieri (Lucca) |

|                                   |           |                         |
| Totti 56’ Cassano 60’ Mancini 82’ | Marcatori | 12’ Zampagna 31’ Parisi |

| Arbitro: | Trefoloni (Siena) |

|             |           |                       |
| Vučinić 79’ | Marcatori | 49’ (aut.) Giacomazzi |

| Arbitro: | Dattilo (Locri) |

|             |           |                 |
| Montella 9’ | Marcatori | 62’ Della Rocca |

| Arbitro: | Trefoloni (Siena) |

|                       |           |  |
| Mihajlović 23’, 90+2’ | Marcatori |  |

| Arbitro: | Gabriele (Frosinone) |

|                                    |           |  |
| Montella 8’ Perrotta 70’ Totti 85’ | Marcatori |  |

| Arbitro: | Rosetti (Torino) |

|                        |           |  |
| Brienza 54’ Toni 90+1’ | Marcatori |  |

| Arbitro: | Racalbuto (Gallarate) |

|             |           |                                    |
| Cassano 39’ | Marcatori | 11’ Cannavaro 44’ (rig.) Del Piero |

| Arbitro: | Collina (Viareggio) |

|                                      |           |  |
| Zola 24’ Mau. Esposito 41’ Suazo 48’ | Marcatori |  |

| Arbitro: | Paparesta (Bari) |

|  |           |                             |
|  | Marcatori | 63’ Crespo 71’ (rig.) Pirlo |

| Arbitro: | Bertini (Arezzo) |

|                                        |           |                                    |
| Di Natale 28’ Pinzi 33’ Di Michele 76’ | Marcatori | 14’ Chivu 23’ Montella 44’ Mancini |

| Arbitro: | Rizzoli (Bologna) |

|           |           |                                   |
| Chivu 23’ | Marcatori | 72’ I. Franceschini 82’ Bonazzoli |

| Arbitro: | Dondarini (Finale Emilia) |

|  |           |                          |
|  | Marcatori | 60’ Maccarone 88’ Chiesa |

| Arbitro: | Paparesta (Bari) |

|                               |           |                       |
| Tonetto 33’ Flachi 79’ (rig.) | Marcatori | 90+3’ (rig.) Montella |

| Arbitro: | Tombolini (Ancona) |

|                          |           |                            |
| Perrotta 1’ De Rossi 76’ | Marcatori | 49’ Womé 79’ A. Caracciolo |

| Arbitro: | Trefoloni (Siena) |

|                                 |           |            |
| Morfeo 63’ Gilardino 79’ (rig.) | Marcatori | 5’ Cassano |

| Roma 15 maggio 2005, ore 15:00 CEST 36ª giornata | Roma                | 0 – 0 referto | Lazio | Stadio Olimpico di Roma\| Arbitro: \| Collina (Viareggio) \| |
| Arbitro:                                         | Collina (Viareggio) |               |       |                                                              |

| Arbitro: | Bertini (Arezzo) |

|  |           |             |
|  | Marcatori | 50’ Cassano |

| Roma 29 maggio 2005, ore 15:00 CEST 38ª giornata | Roma                     | 0 – 0 referto | Chievo | Stadio Olimpico di Roma\| Arbitro: \| Morganti (Ascoli Piceno) \| |
| Arbitro:                                         | Morganti (Ascoli Piceno) |               |        |                                                                   |

### Coppa Italia
| Arbitro: | De Marco (Chiavari) |

|           |           |              |
| Totti 57’ | Marcatori | 37’, 87’ Flo |

| Arbitro: | Morganti (Ascoli Piceno) |

|                      |           |                                                          |
| Maccarone 44’ (rig.) | Marcatori | 12’ Dellas 35’ Totti 46’ Cassano 49’ Montella 65’ Corvia |

| Arbitro: | Nucini (Bergamo) |

|              |           |  |
| De Rossi 40’ | Marcatori |  |

| Arbitro: | Saccani (Mantova) |

|                                                                   |                      |                                                           |
| Ferrari 12’ (aut.)                                                | Marcatori            |                                                           |
| Jørgensen Fantini Riganò Cejas Miccoli Chiellini Donadel Ujfaluši | Tiri di rigore 6 – 7 | Cassano Aquilani Chivu Dellas Totti Cufré Perrotta Scurto |

| Arbitro: | Messina (Bergamo) |

|           |           |              |
| Mexès 36’ | Marcatori | 84’ Bertotto |

| Arbitro: | Messina (Bergamo) |

|               |           |                       |
| Di Natale 57’ | Marcatori | 21’ Mancini 81’ Totti |

| Arbitro: | Collina (Viareggio) |

|  |           |                  |
|  | Marcatori | 30’, 36’ Adriano |

| Arbitro: | Trefoloni (Siena) |

|                |           |  |
| Mihajlović 52’ | Marcatori |  |

### UEFA Champions League

#### Fase a gironi
| Arbitro: | Frisk |

|  |           |               |
|  | Marcatori | 29’ Gavrančić |

| Arbitro: | Ivanov |

|                                                  |           |                         |
| Raúl 39’, 72’ Figo 53’ (rig.) Roberto Carlos 79’ | Marcatori | 3’ De Rossi 21’ Cassano |

| Arbitro: | Poulat |

|                                             |           |                     |
| Roque Júnior 48’ Krzynówek 59’ França 90+4’ | Marcatori | 26’ (aut.) Berbatov |

| Arbitro: | Batista |

|                |           |              |
| Montella 90+3’ | Marcatori | 82’ Berbatov |

| Arbitro: | Riley |

|                                |           |  |
| Dellas 73’ (aut.) Shatskix 82’ | Marcatori |  |

| Arbitro: | Temmink |

|  |           |                                 |
|  | Marcatori | 9’ Ronaldo 60’ (rig.), 82’ Figo |

## Statistiche

### Statistiche di squadra
| Competizione     | Punti | In casa | In casa | In casa | In casa | In casa | In casa | In trasferta | In trasferta | In trasferta | In trasferta | In trasferta | In trasferta | Totale | Totale | Totale | Totale | Totale | Totale | DR  |
| Competizione     | Punti | G       | V       | N       | P       | Gf      | Gs      | G            | V            | N            | P            | Gf           | Gs           | G      | V      | N      | P      | Gf     | Gs     | DR  |
| ---------------- | ----- | ------- | ------- | ------- | ------- | ------- | ------- | ------------ | ------------ | ------------ | ------------ | ------------ | ------------ | ------ | ------ | ------ | ------ | ------ | ------ | --- |
| Serie A          | 45    | 19      | 6       | 8       | 5       | 31      | 26      | 19           | 5            | 4            | 10           | 24           | 32           | 38     | 11     | 12     | 15     | 55     | 58     | -3  |
| Coppa Italia     | -     | 4       | 1       | 1       | 2       | 3       | 5       | 4            | 2            | 0            | 2            | 7            | 4            | 8      | 3      | 1      | 4      | 10     | 9      | +1  |
| Champions League | -     | 3       | 0       | 1       | 2       | 1       | 7       | 3            | 0            | 0            | 3            | 3            | 9            | 6      | 0      | 1      | 5      | 4      | 16     | -12 |
| Totale           | -     | 26      | 7       | 10      | 9       | 35      | 38      | 26           | 7            | 4            | 15           | 34           | 45           | 52     | 14     | 14     | 24     | 69     | 83     | -14 |

### Andamento in campionato
| Giornata  | 1 | 2 | 3  | 4  | 5  | 6  | 7 | 8  | 9 | 10 | 11 | 12 | 13 | 14 | 15 | 16 | 17 | 18 | 19 | 20 | 21 | 22 | 23 | 24 | 25 | 26 | 27 | 28 | 29 | 30 | 31 | 32 | 33 | 34 | 35 | 36 | 37 | 38 |
| --------- | - | - | -- | -- | -- | -- | - | -- | - | -- | -- | -- | -- | -- | -- | -- | -- | -- | -- | -- | -- | -- | -- | -- | -- | -- | -- | -- | -- | -- | -- | -- | -- | -- | -- | -- | -- | -- |
| Luogo     | C | T | C  | T  | C  | T  | C | T  | C | T  | C  | T  | T  | C  | T  | C  | T  | C  | T  | T  | C  | T  | C  | T  | C  | T  | C  | T  | C  | T  | C  | C  | T  | C  | T  | C  | T  | C  |
| Risultato | V | P | N  | P  | N  | V  | N | P  | V | N  | P  | P  | V  | N  | V  | V  | P  | V  | N  | V  | V  | N  | N  | P  | V  | P  | P  | P  | P  | N  | P  | P  | P  | N  | P  | N  | V  | N  |
| Posizione | 5 | 9 | 12 | 13 | 14 | 12 | 9 | 13 | 9 | 9  | 13 | 15 | 11 | 11 | 9  | 7  | 8  | 6  | 7  | 6  | 5  | 6  | 6  | 7  | 7  | 7  | 7  | 7  | 8  | 7  | 8  | 12 | 12 | 13 | 14 | 14 | 8  | 8  |

Legenda:

Luogo: C = Casa; T = Trasferta. Risultato: V = Vittoria; N = Pareggio; P = Sconfitta.

### Statistiche dei giocatori
A completamento dei dati va aggiunta due autogol a favore dei giallorossi (uno in campionato e uno in Champions League).
| Giocatore     | Serie A  | Serie A | Serie A     | Serie A    | Coppa Italia | Coppa Italia | Coppa Italia | Coppa Italia | Coppa UEFA | Coppa UEFA | Coppa UEFA  | Coppa UEFA | Totale   | Totale | Totale      | Totale     |
| Giocatore     | Presenze | Reti    | Ammonizioni | Espulsioni | Presenze     | Reti         | Ammonizioni  | Espulsioni   | Presenze   | Reti       | Ammonizioni | Espulsioni | Presenze | Reti   | Ammonizioni | Espulsioni |
| ------------- | -------- | ------- | ----------- | ---------- | ------------ | ------------ | ------------ | ------------ | ---------- | ---------- | ----------- | ---------- | -------- | ------ | ----------- | ---------- |
| A. Aquilani   | 29       | 0       | 4           | 0          | 4            | 0            | 1            | 0            | 5          | 0          | 1           | 0          | 38       | 0      | 6           | 0          |
| A. Briotti    | 1        | 0       | 0           | 0          | 0            | 0            | 0            | 0            | 0          | 0          | 0           | 0          | 1        | 0      | 0           | 0          |
| V. Candela    | 8        | 0       | 1           | 0          | 1            | 0            | 0            | 0            | 3          | 0          | 0           | 0          | 12       | 0      | 1           | 0          |
| A. Cassano    | 31       | 9       | 7           | 1          | 8            | 1            | 1            | 0            | 3          | 1          | 0           | 0          | 42       | 11     | 8           | 1          |
| A. Cerci      | 2        | 0       | 0           | 0          | 0            | 0            | 0            | 0            | 0          | 0          | 0           | 0          | 2        | 0      | 0           | 0          |
| C. Chivu      | 10       | 2       | 1           | 0          | 4            | 0            | 1            | 0            | 1          | 0          | 0           | 0          | 15       | 2      | 2           | 0          |
| D. Corvia     | 13       | 0       | 0           | 0          | 4            | 1            | 0            | 0            | 3          | 0          | 0           | 0          | 20       | 1      | 0           | 0          |
| L. Cufré      | 33       | 0       | 7           | 0          | 7            | 0            | 3            | 1            | 6          | 0          | 0           | 0          | 46       | 0      | 10          | 1          |
| G. Curci      | 11       | -16     | 0           | 0          | 6            | -8           | 0            | 0            | 0          | -0         | 0           | 0          | 17       | -24    | 0           | 0          |
| O. Dacourt    | 23       | 0       | 8           | 0          | 3            | 0            | 0            | 0            | 2          | 0          | 0           | 0          | 28       | 0      | 8           | 0          |
| G. D'Agostino | 6        | 0       | 1           | 0          | 3            | 0            | 0            | 0            | 2          | 0          | 0           | 0          | 11       | 0      | 1           | 0          |
| T. Dellas     | 20       | 1       | 4           | 0          | 3            | 1            | 0            | 0            | 4          | 0          | 1           | 0          | 27       | 2      | 5           | 0          |
| M. Delvecchio | 4        | 0       | 0           | 0          | 0            | 0            | 0            | 0            | 1          | 0          | 0           | 0          | 5        | 0      | 0           | 0          |
| R. De Martino | 5        | 0       | 0           | 0          | 2            | 0            | 0            | 0            | 2          | 0          | 0           | 0          | 9        | 0      | 0           | 0          |
| D. De Rossi   | 30       | 2       | 10          | 1          | 5            | 1            | 2            | 1            | 3          | 1          | 0           | 1          | 38       | 4      | 12          | 3          |
| M. Ferrari    | 35       | 0       | 8           | 0          | 7            | 0            | 3            | 1            | 4          | 0          | 1           | 0          | 46       | 0      | 12          | 1          |
| L. Greco      | 1        | 0       | 0           | 0          | 3            | 0            | 0            | 0            | 0          | 0          | 0           | 0          | 4        | 0      | 0           | 0          |
| A. Mancini    | 34       | 4       | 4           | 0          | 6            | 1            | 0            | 0            | 5          | 1          | 0           | 0          | 45       | 6      | 4           | 0          |
| M. Marsili    | 1        | 0       | 0           | 0          | 0            | 0            | 0            | 0            | 0          | 0          | 0           | 0          | 1        | 0      | 0           | 0          |
| P. Mexès      | 28       | 0       | 5           | 1          | 6            | 1            | 1            | 0            | 3          | 0          | 1           | 1          | 37       | 1      | 7           | 2          |
| Mido          | 8        | 0       | 1           | 0          | 1            | 0            | 0            | 0            | 4          | 0          | 0           | 0          | 13       | 0      | 1           | 0          |
| V. Montella   | 37       | 21      | 6           | 0          | 6            | 1            | 0            | 0            | 3          | 1          | 1           | 0          | 46       | 23     | 7           | 0          |
| C. Panucci    | 26       | 0       | 4           | 0          | 4            | 0            | 2            | 0            | 3          | 0          | 1           | 1          | 33       | 0      | 7           | 1          |
| I. Pelizzoli  | 17       | -30     | 0           | 0          | 0            | -0           | 0            | 0            | 4          | -10        | 0           | 0          | 21       | -40    | 0           | 0          |
| S. Perrotta   | 30       | 3       | 9           | 0          | 5            | 0            | 4            | 0            | 4          | 0          | 3           | 0          | 39       | 3      | 16          | 0          |
| A. Rosi       | 1        | 0       | 0           | 0          | 1            | 0            | 0            | 0            | 0          | 0          | 0           | 0          | 2        | 0      | 0           | 0          |
| L. Sartor     | 7        | 0       | 1           | 1          | 1            | 0            | 0            | 0            | 4          | 0          | 0           | 0          | 12       | 0      | 1           | 1          |
| G. Scurto     | 9        | 0       | 4           | 0          | 5            | 0            | 0            | 0            | 2          | 0          | 2           | 1          | 16       | 0      | 6           | 1          |
| D. Tommasi    | 0        | 0       | 0           | 0          | 0            | 0            | 0            | 0            | 0          | 0          | 0           | 0          | 0        | 0      | 0           | 0          |
| F. Totti      | 29       | 12      | 11          | 0          | 7            | 3            | 0            | 0            | 4          | 0          | 2           | 0          | 40       | 15     | 13          | 0          |
| V. Virga      | 6        | 0       | 1           | 0          | 3            | 0            | 0            | 0            | 0          | 0          | 0           | 0          | 9        | 0      | 1           | 0          |
| A. Xavier     | 3        | 0       | 0           | 0          | 1            | 0            | 0            | 0            | 0          | 0          | 0           | 0          | 4        | 0      | 0           | 0          |
| C. Zotti      | 10       | -12     | 0           | 0          | 2            | -1           | 0            | 0            | 2          | -4         | 1           | 0          | 14       | -17    | 1           | 0          |